# El Refugio, Pátzcuaro
El Refugio är en ort i Mexiko.   Den ligger i kommunen Pátzcuaro och delstaten Michoacán de Ocampo, i den södra delen av landet, 250 km väster om huvudstaden Mexico City. El Refugio ligger 2 391 meter över havet och antalet invånare är 555.
Terrängen runt El Refugio är huvudsakligen kuperad, men österut är den bergig. Runt El Refugio är det ganska tätbefolkat, med 179 invånare per kvadratkilometer. Närmaste större samhälle är Pátzcuaro, 13,3 km väster om El Refugio. I omgivningarna runt El Refugio växer huvudsakligen savannskog.